# Ronnie Selby Wright
Busto de Selby Wright, em Canongate Kirk
Vista da sepultura.
Ronald William Vernon Selby Wright CVO TD JP FRSE FSAScot (12 de Junho de 1908, Glasgow - 24 de outubro de 1995, Edinburgh ) foi um ministro da Igreja da Escócia. Ele se tornou um dos mais conhecidos ministros da Igreja da Escócia da sua geração e serviu como Moderador da Assembleia Geral da Igreja da Escócia em 1972/73.